# Вануату (народ)
Вануату је скупина меланезијских народа у држави Вануату (ранији назив Нови Хебриди), која се стапа у јединствен етос.
У скупини је више од 70 сродних народа, међу којима којима су бројнији Ефате (14.362), Тонгоангуна (8.128), Паама (4.877) и Ранга (4.064). Исељених Меланежана Вануату има у Новој Каледонији (2.800). Има их 161.315, а са наведеним народима 193.016. Службени језик у међуетничком општењу је бислама (пиџи-инглиш), а говорни више локалних језика који припадају меланежанској подгрупи океанијске групе аустронезијске породице језика. Вера је хришћанство (протестанти-презвентеријанци, англиканци, а део католици), а сачувана су и традиционална веровања.